# Eosentomata
Ordre
Les Eosentomata sont un ordre de protoures.

## Liste des familles
Selon Szeptycki, 2007
- Eosentomidae Berlese, 1909
- Antelientomidae Yin, 1983

## Référence
- Yin, 1996 : New considerations on systematics of Protura. in Proceedings of XX International Congress of Entomology. Firenze, Italy p. 1-60.